# 洞头乡 (会昌县)
洞头乡，是中华人民共和国江西省赣州市会昌县下辖的一个乡镇级行政单位。

## 行政区划
洞头乡下辖以下地区：
洞头社区、洞头畲族村、洞下村、河头村、肥岭村、下东坑村、官丰村、石圳村和上东坑村。